# Ysbyty Ystwyth
Ysbyty Ystwyth (Ysbyty ist walisisch für „Hospital“) ist ein kleines Dorf im walisischen Ceredigion und liegt etwa 21 Kilometer von Aberystwyth entfernt. 

## Geschichte
Die mittelalterliche Geschichte des Dorfes ist ungewiss. Die dörfliche Pfarrkirche war möglicherweise Eigentum des Ritter- und Hospitalordens vom heiligen Johannes zu Jerusalem. Die aktuelle Pfarrkirche stammt aus dem 19. Jahrhundert.